# Compañía Danesa de las Indias Orientales

Establecimientos daneses en la India.

La Compañía Danesa de las Indias Orientales (en danés: Dansk Ostindisk Kompagni) era una compañía de comercio danesa.

## Historia
Fue fundada en 1616 siguiendo un privilegio del rey danés Cristián IV de Dinamarca y Noruega. Se centraba en el comercio con la India y tenía su base en Trankerbar, en el fuerte Dansborg, en el lugar del gobernador de la India danesa, quien era categorizado como Opperhoved, (en neerlandés: líder supremo). En su momento de apogeo, las compañías sueca y danesa importaban más té que la  British East India Company, comerciando el 90 % del producto en Gran Bretaña y consiguiendo un gran beneficio.
Después de una pequeña caída, perdió importancia rápidamente y fue disuelta en 1729. En 1732 fue refundada bajo el nombre de Asiatische Compagnie (en español: Compañía asiática), pero en 1772 perdió su monopolio y en 1779 la India Danesa se convirtió en una colonia de la corona.
Durante las guerras napoleónicas, en 1801, y de nuevo en 1807, la marina británica atacó Copenhague en la Batalla de Copenhague. Como consecuencia del último ataque, Dinamarca (uno de los pocos países europeos no ocupados por Bonaparte) perdió su flota y la isla de Helgoland. Los británicos controlaban los mares, ratificando así el fin de la Compañía danesa de la Indias Orientales.

## Economía

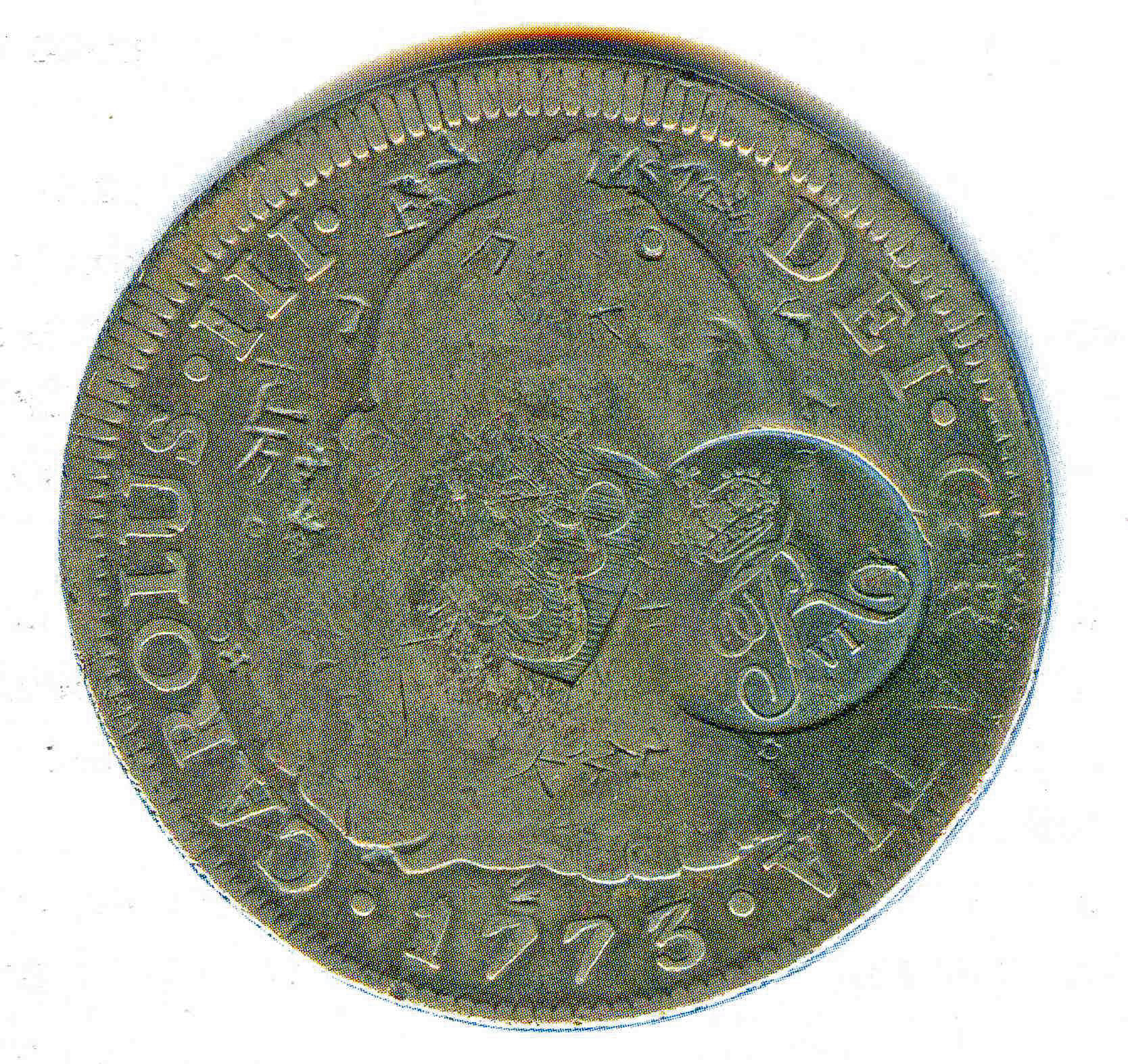
Moneda de 8 reales con resello de la Compañía Danesa.

Debido a la escasez de monedas en circulación en los territorios ocupados por la Compañía Danesa de las Indias Orientales se permitió entre 1808 y 1839 el empleo de monedas extranjeras. Para garantizar su circulación en toda la región, se marcaron dichas piezas con un punzón circular. La única contramarca que se conoce contenía las letras “FR” (Frederik VI) entrelazadas y coronadas, al pie de las mismas aparece el número “VI” (numeral del rey). Esta marca se estampó sobre monedas de 2 y 8 reales españoles, 5 francos de Napoleón y talers de María Teresa I de Austria.